# Chilkameer
Het Chilkameer of Chilikameer (Engels: Chilka lake) is een lagune in Odisha aan de oostkust van India bestaande uit brak water. Dit meer is de grootste kustlagune van India. Het ligt in de Golf van Bengalen, ten zuiden van de riviermonding van de Mahandadi. Naarmate de dag vordert, verandert de kleur van het water. De laguna bevindt zich aan de monding van de Dayarivier en vloeit in de Golf van Bengalen. Met een oppervlakte van 1100 km² is het de grootste lagune aan de kust van India en de tweede grootste lagune in de wereld.
De lagune vormt een ecosysteem met grote visvoorraden. Meer dan 150.000 vissers leven van de visvangst in 132 dorpen aan de kust en op eilanden.

## Fauna en flora
De ecologische rijkdom van het meer is van grote waarde voor de lokale biodiversiteit. De Zoological Survey of India identificeerde 800 verschillende diersoorten tussen 1985 en 1988 waaronder enkele zeldzame, bedreigde en kwetsbare dieren. Insecten die op het land leven zijn niet in de telling opgenomen.
De zeldzame en bedreigde diersoorten die geïdentificeerd werden zijn de groene zeeschildpad, de doejong, de Irrawaddydolfijn, de Indische antilope, de lepelbekstrandloper en de vissende kat. De skink Barkudia insularis is endemisch in dit gebied en komt nergens anders voor. Er werden 24 zoogdieren geteld en 37 soorten reptielen en amfibieën.
Het meer wordt beschermd door de Chilka Lake Bird Sanctuary. Op en rond het meer wonen meer dan 150 vogelsoorten.

### Waterleven
De Chilika Development Authority's (CDA) stelde in 2002 vast dat het Chilkameer 323 diersoorten herbergt die in het water leven, waaronder 261 vissoorten, 28 garnalen en 34 krabben. Van deze soorten zijn er 65 die zich voortplanten in het meer. De andere soorten migreren naar de zee om zich voort te planten.
De meestvoorkomende vissen in het meer zijn de ompok en Wallago attu. Bedreigde vissen die voorkomen in dit meer zijn onder andere de bandeng, Indopacifische tarpoen, Elops machnata en een soort uit het geslacht Rhinomugil. Elf vissoorten, vijf garnaalsoorten en twee krabsoorten zijn commercieel interessant. De garnaalsoorten in kwestie zijn Metapenaeus monoceros , Penaeus indicus, Metapenaeus monoceros, Metapenaeus affinis en Metapenaeus dobson. Scylla serrata is de commercieel gezien meest interessante krab.
Het Chilkameer is een van de weinige plaatsen in de wereld waar de Irrawaddydolfijn nog voorkomt, deze dolfijn is het vlaggenschip en uithangsymbool van het meer. In het Chilkameer leeft immers de enige gekende populatie van Irrawaddydolfijnen in India. Op de Rode Lijst van de IUCN heeft de dolfijn de status Kwetsbaar (2008).

## Galerij

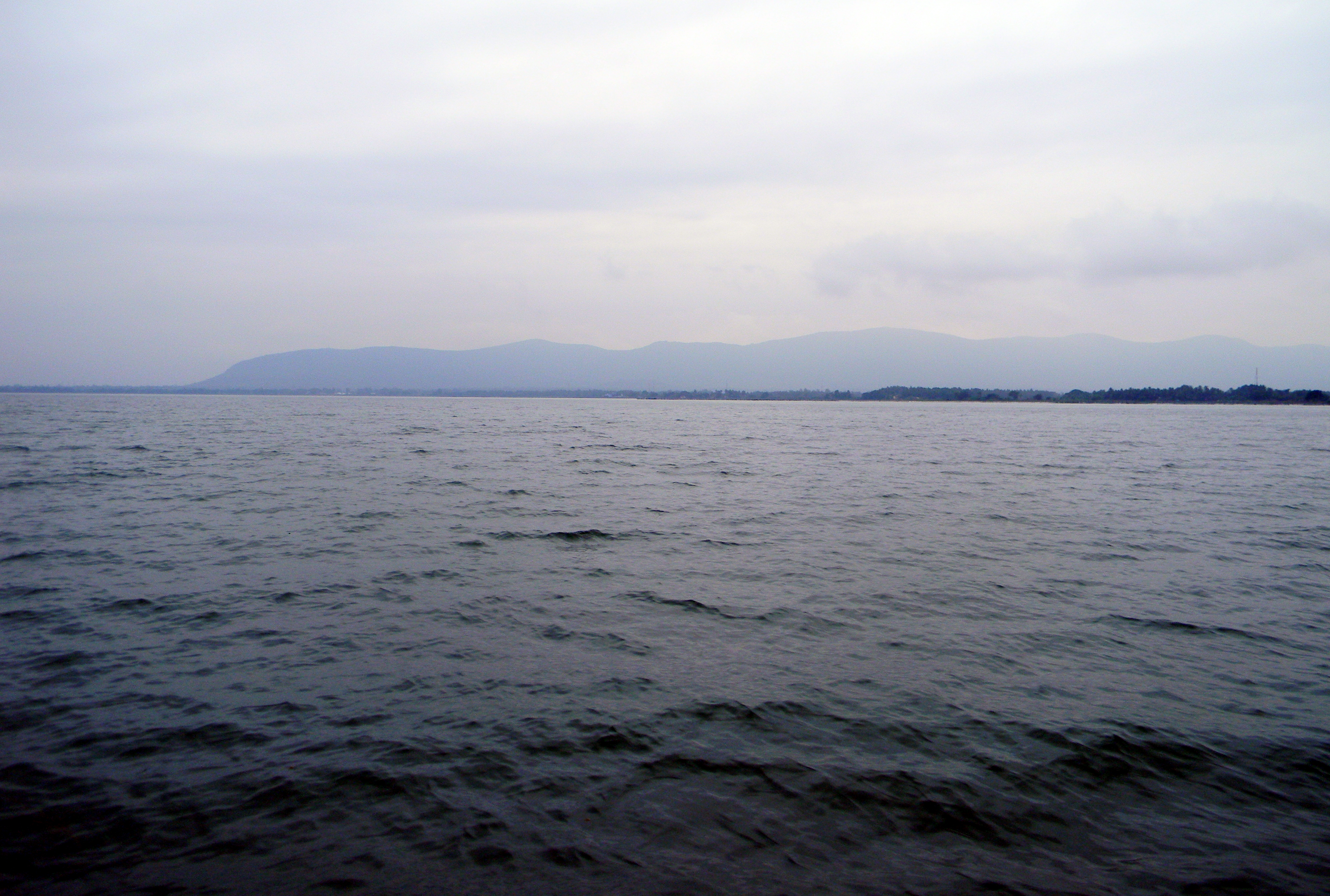
Het Chilkameer
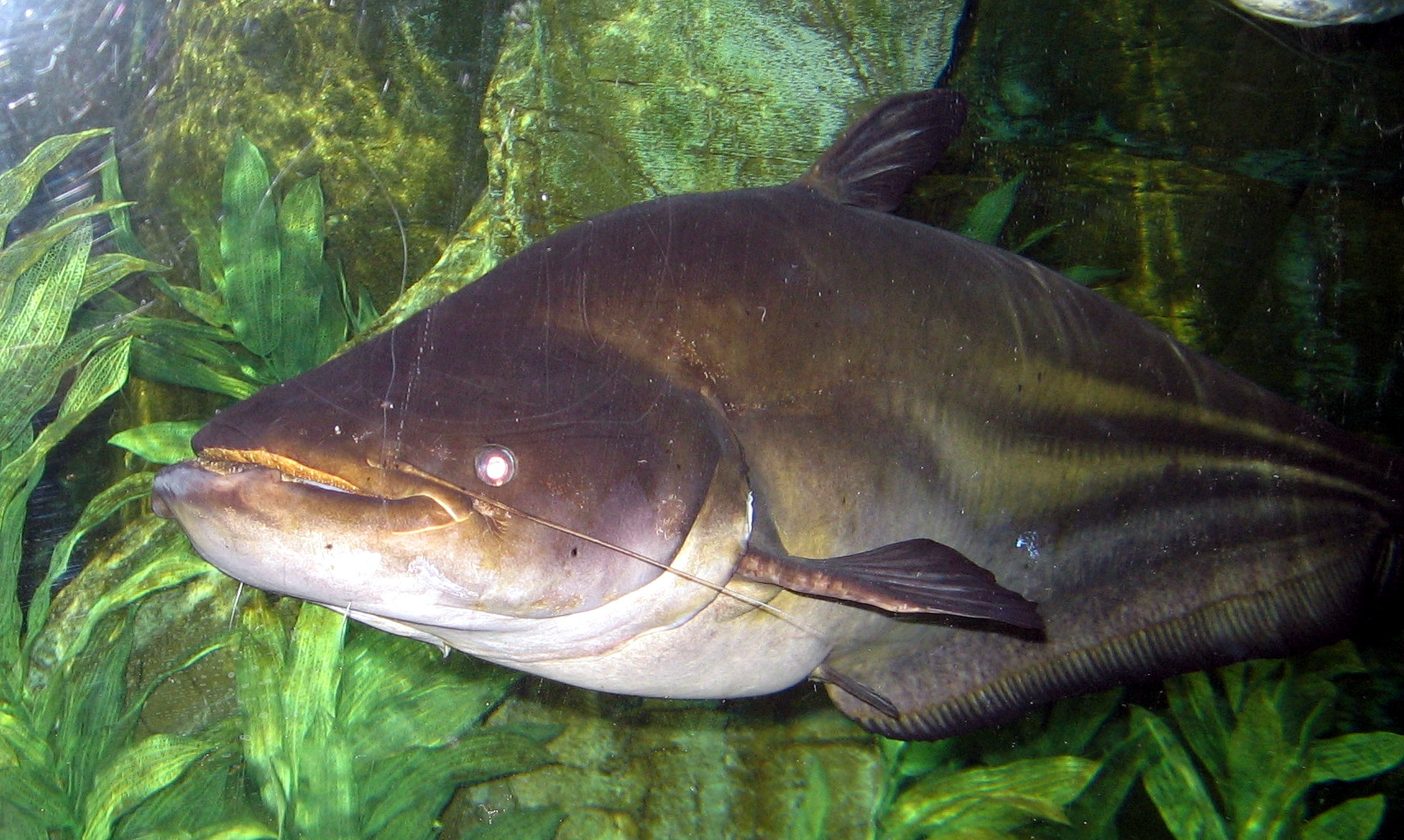
Wallago attu – een veelvoorkomende vis in het meer
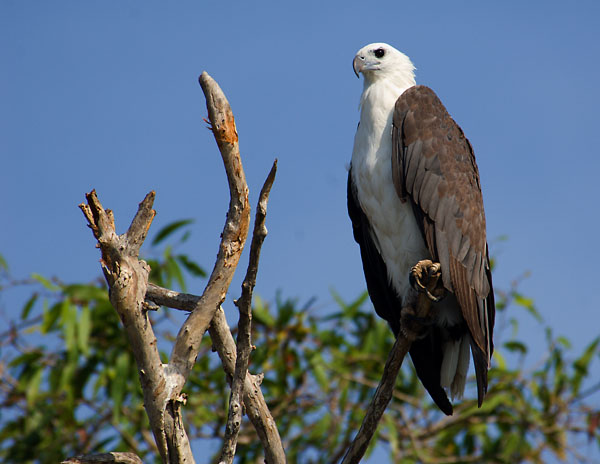
Witbuikzeearend
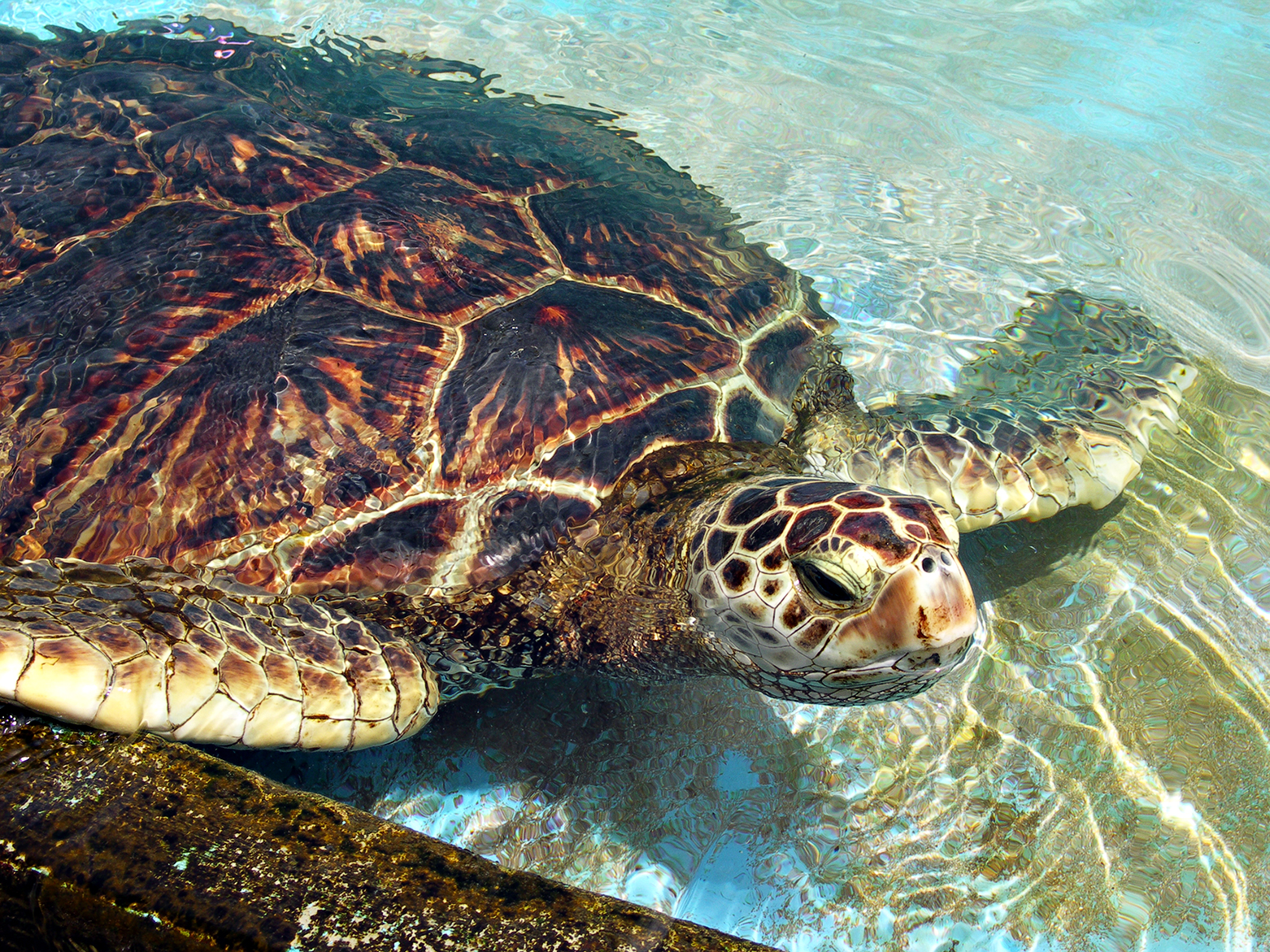
Groene zeeschildpad
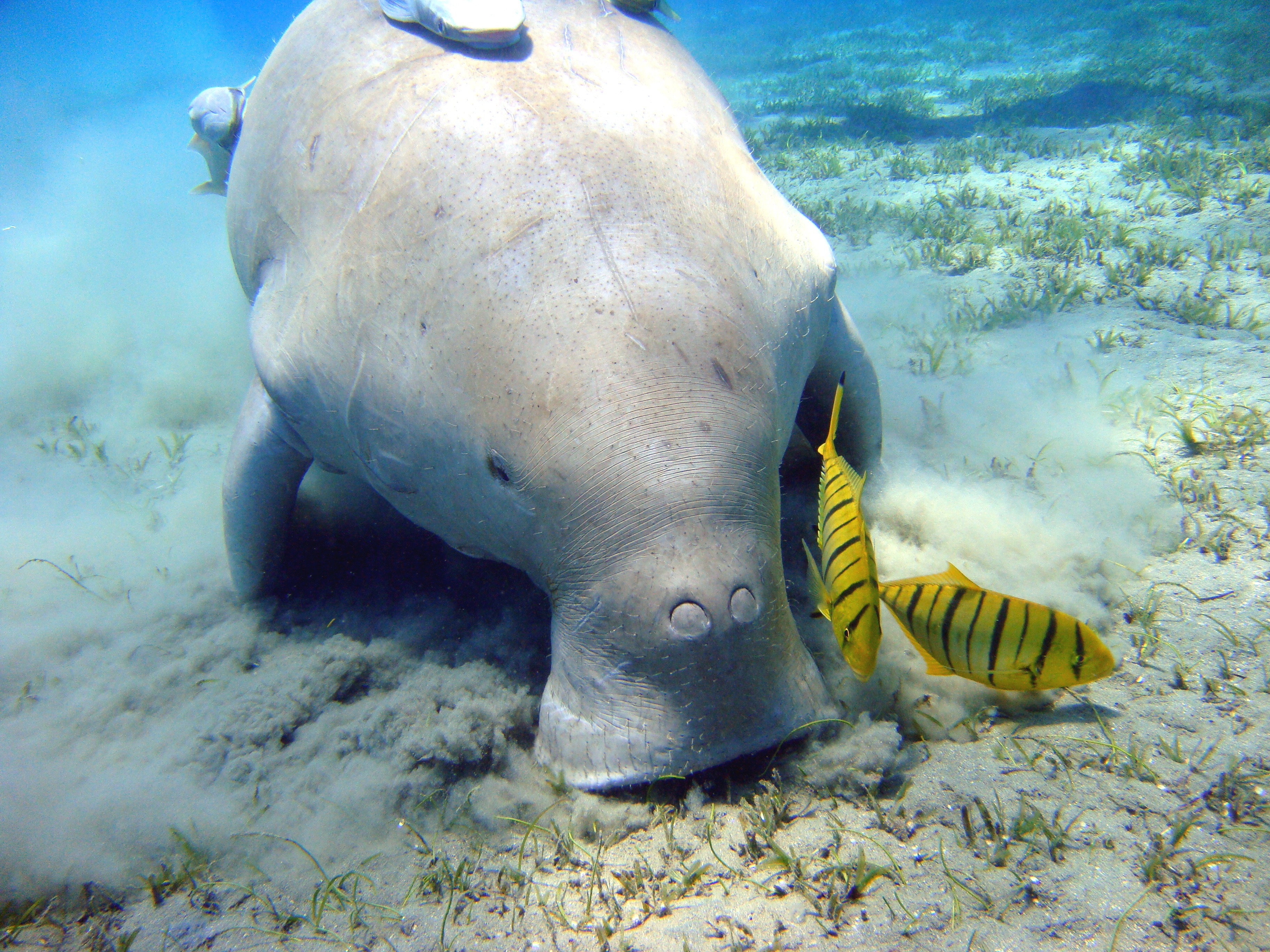
Doejong
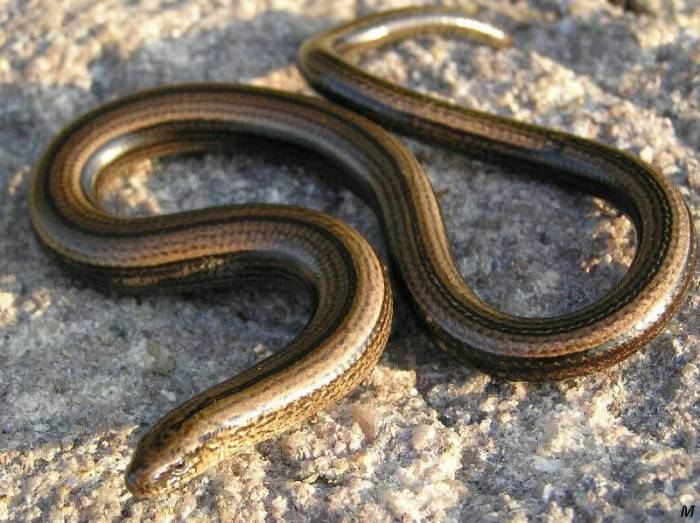
Anguidae
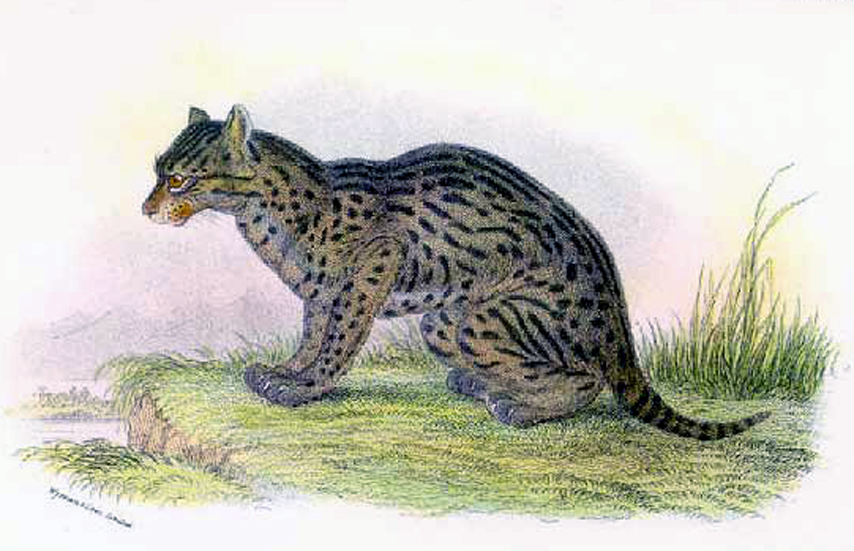
Vissende kat
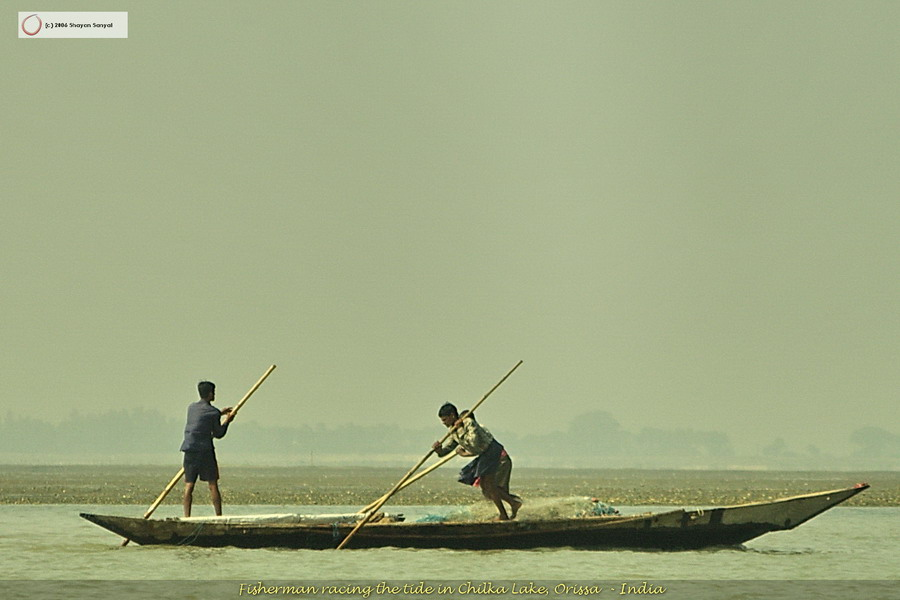
Een vissersboot op het meer